# 红花溲疏
红花溲疏（学名：Deutzia silvestrii）为虎耳草科溲疏属下的一个种。

## 扩展阅读
- 維基物種上的相關：红花溲疏